# U15 캐나다 연구 대학 그룹

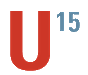

U15 캐나다 연구 대학 그룹(영어: U15 Group of Canadian Research Universities, 프랑스어: U15 Regroupement des universités de recherche du Canada), 약칭 U15는 캐나다의 15개 명문 연구 중심 대학들이 모여 만든 조직이다. 1991년에 세워졌으며 영국의 러셀 그룹과 오스트레일리아의 그룹 오브 에이트와 비슷한 성향을 지닌다.

## 연혁
1991년 10개 대학교가 모여 G10(Group of Ten)을 조직했다. 2001년, 댈하우지 대학교, 캘거리 대학교, 오타와 대학교가 가입하면서 G13(Group of Thirteen)이 되었다. 2011년 매니토바 대학교와 서스캐처원 대학교가 가입하면서 이름을 U15로 바꾸었다.

## 소속 대학교
| 대학교                  | 위치                       | 설립   | 가입   | 홈페이지                                 |
| ----------------------- | -------------------------- | ------ | ------ | ---------------------------------------- |
| 앨버타 대학교           | 에드먼턴, 앨버타주         | 1908년 | 1991년 | 웹사이트                                 |
| 브리티시컬럼비아 대학교 | 밴쿠버, 브리티시컬럼비아주 | 1908년 | 1991년 | 웹사이트                                 |
| 캘거리 대학교           | 캘거리, 앨버타주           | 1966년 | 2006년 | 웹사이트                                 |
| 댈하우지 대학교         | 핼리팩스, 노바스코샤주     | 1818년 | 2006년 | 웹사이트                                 |
| 라발 대학교             | 퀘벡 시, 퀘벡주            | 1663년 | 1991년 | 웹사이트                                 |
| 매니토바 대학교         | 위니펙, 매니토바주         | 1877년 | 2011년 | 웹사이트                                 |
| 맥길 대학교             | 몬트리올, 퀘벡주           | 1821년 | 1991년 | 웹사이트                                 |
| 맥마스터 대학교         | 해밀턴, 온타리오주         | 1887년 | 1991년 | 웹사이트                                 |
| 몬트리올 대학교         | 몬트리올, 퀘벡주           | 1878년 | 1991년 | 웹사이트                                 |
| 서스캐처원 대학교       | 새스커툰, 서스캐처원주     | 1907년 | 2011년 | 웹사이트                                 |
| 오타와 대학교           | 오타와, 온타리오주         | 1848년 | 2006년 | 웹사이트                                 |
| 퀸스 대학교             | 킹스턴, 온타리오주         | 1841년 | 1991년 | 웹사이트                                 |
| 토론토 대학교           | 토론토, 온타리오주         | 1827년 | 1991년 | 웹사이트                                 |
| 워털루 대학교           | 워털루, 온타리오주         | 1957년 | 1991년 | 웹사이트 보관됨 2008-04-11 - 웨이백 머신 |
| 웨스턴온타리오 대학교   | 런던, 온타리오주           | 1878년 | 1991년 | 웹사이트                                 |

## 같이 보기
- 러셀 그룹 (영국 핵심 연구중심 대학들의 네트워크)
- 골든 트라이앵글 (영국 옥스브릿지 등의 연구 자금을 제일 많이 받는 명문 대학들)
- 1994 그룹 (영국 요크, 더럼, 세인트 앤드류스 등의 연구 대학들)
- 코임브라 그룹 (유럽의 선도 대학들의 네트워크)
- 그룹 오브 에이트 (오스트레일리아 연구중심 대학들의 조직)